# Michael Arndt
Michael Arndt (McLean, 22 novembre 1970) è uno sceneggiatore statunitense, talvolta accreditato anche come Michael deBruyn e Rick Curb.
Noto principalmente per aver scritto i film Little Miss Sunshine (2006), Toy Story 3 - La grande fuga (2010) e Star Wars - Il risveglio della Forza (2015).

## Biografia
Arndt è nato a McLean, in Virginia. Suo padre, membro del Servizio Esteri e di conseguenza ha vissuto in vari paesi, tra cui Sri Lanka e India. Arndt si è laureato alla Langley High School di McLean e ha frequentato anche la Potomac School. Si è laureato alla Tisch School of the Arts della New York University. Arndt è stato assistente personale dell'attore Matthew Broderick fino alla fine del 1999, quando ha scelto la carriera di sceneggiatore a tempo pieno.

## Carriera
Arndt scrisse la sceneggiatura di Little Miss Sunshine nel 2000. Con l'intenzione di dirigerlo, si mise alla ricerca di un produttore. Dopo varie trattative con la regia venne affidata a Jonathan Dayton e Valerie Faris. Questi ultimi furono ingaggiati dal produttore Marc Turtletaub, che acquistò la sceneggiatura da Arndt per 250000 $, il 21 dicembre 2001. Il film, uscito nel 2006, ricevette quattro candidature ai Premi Oscar 2007, vincendone due (miglior sceneggiatura originale e miglior attore non protagonista ad Alan Arkin). In seguito a ciò, Arndt venne invitato ad unirsi all'AMPAS.
Sempre nel 2006 si unì al team creativo dei Pixar Animation Studios del film Toy Story 3 - La grande fuga (2010) diretto da Lee Unkrich, dove rimaneggiò una bozza del film scritta precedentemente da Andrew Stanton. Con questo film, Arndt guadagnò una nomination agli Oscar 2011 per la miglior sceneggiatura non originale (ciò lo rese il primo sceneggiatore a essere candidato in entrambe le categorie con due film di seguito).
Arndt ha scritto la sceneggiatura di Hunger Games - La ragazza di fuoco (2013), accreditato come Michael DeBruyn, basato sul romanzo omonimo di Suzanne Collins. Dopodiché collabora alla scrittura di Oblivion (2013).
Nel novembre 2012, Arndt è stato annunciato come sceneggiatore di Star Wars - Il risveglio della Forza (2015). Nell'ottobre 2013, è stato annunciato che Lawrence Kasdan e il regista J. J. Abrams stavano riscrivendo la sua versione. Arndt rimase comunque accreditato come autore del film.

## Filmografia

### Sceneggiatore
- Little Miss Sunshine, regia di Jonathan Dayton e Valerie Faris (2006)
- Toy Story 3 - La grande fuga, regia di Lee Unkrich (2010)
- Oblivion, regia di Joseph Kosinski (2013)
- Hunger Games - La ragazza di fuoco (The Hunger Games: Catching Fire), regia di Francis Lawrence (2013)
- Star Wars - Il risveglio della Forza (Star Wars: The Force Awakens), regia di J. J. Abrams (2015)
- A spasso nel bosco (A Walk in the Woods), regia di Ken Kwapis (2015)
- Hunger Games - La ballata dell'usignolo e del serpente (The Hunger Games: The Ballad of Songbirds and Snakes), regia di Francis Lawrence (2023)

### Materiale aggiuntivo
- Ribelle - The Brave (Brave), regia di Mark Andrews e Brenda Chapman (2012)
- Inside Out, regia di Pete Docter (2015)

### Senior Team Creativo
- WALL•E, regia di Andrew Stanton (2008)
- Toy Story 3 - La grande fuga (Toy Story 3), regia di Lee Unkrich (2010)
- Cars 2, regia di John Lasseter e Brad Lewis (2011)
- Gli Incredibili 2 (Incredibles 2), regia di Brad Bird (2018)

## Riconoscimenti
- Premio Oscar
  - 2007 – Miglior sceneggiatura originale per Little Miss Sunshine
  - 2011 – Candidatura alla miglior sceneggiatura non originale per Toy Story 3 - La grande fuga
- BAFTA
  - 2007 – Miglior sceneggiatura originale per Little Miss Sunshine
  - 2011 – Candidatura alla miglior sceneggiatura non originale per Toy Story 3 - La grande fuga